# 木原文人
木原 文人（きはら ふみひと、1966年5月20日 - 、男性）は、プロレスリングのリングアナウンサー。2023年12月31日まで全日本プロレスに所属し、2024年からはフリーランスとして活動。株式会社TKO 代表取締役。愛称はタイガー木原。

## 経歴
1989年10月9日、全日本プロレス・千葉県木更津倉形スポーツ会館大会でリングアナウンサーデビュー。初コールは鶴見五郎VSリチャード・スリンガー。
プロレスラーとしても、2004年5月23日、KAIENTAI DOJO・千葉大会、vsDJニラ戦以降、数試合行っている。
2023年12月31日付けで全日本プロレスを退社。翌2024年1月よりフリーランスに。

## エピソード
- タイガー・ジェット・シンのモノマネをしていたことから、ダイナマイト・キッドから「タイガー」と呼ばれ始め、以降愛称として定着。
- アメリカではグレート・ムタの悪徳マネージャー「OYAG」としてリングに上がっている。女子高生をこよなく愛す。
- ハッスルに「木原二軍カントク」として参戦したことがある。
- プロレステーマ曲コレクターで、「使いたい音源がなかったら木原に頼めば手に入る」とも言われている。
  - 全日本プロレスの興行において、全ての試合の勝利後にテーマ曲を流すのを始めたのは木原。
  - テーマ曲の選曲もしており、小橋建太の「SNIPER」の選曲も木原のチョイス。
- 2000年の全日本分裂の際、天龍源一郎を全日本に戻すよう馬場元子に進言。タブーとされていた話だったが、実現する運びとなる。